# Fulberto Alarni
Fulberto Alarni, pseudonimo di Alberto Arnulfi (Torino, 13 giugno 1849 – Roma, 28 marzo 1888), è stato un poeta e commediografo italiano, che scrisse soprattutto in piemontese.

## Biografia
Nacque nella caserma dei carabinieri di Piazza Carlina a Torino, dove il padre, ufficiale, prestava servizio.
Lavorò tutta la vita, a partire dai venti anni, per la Reale Mutua Assicurazioni (che all'epoca si chiamava Società Reale di Assicurazioni), che nel 1884 lo mandò a Roma come direttore. Per questo nelle ultime composizioni si trova un sentimento di nostalgia per il Piemonte. Per il teatro compose solo la commedia Drolarìe, che piacque per la trama lineare e per la felice vena ironica, e rimase a lungo in repertorio e fu interpretata anche da Mario Casaleggio e Gipo Farassino.
Edmondo De Amicis sosteneva che Alarni esercitava il senso del comico soprattutto «sui lati ridicoli della vita cittadina, e in questo era veramente acuto e originale».

## Opere principali

### Poesia

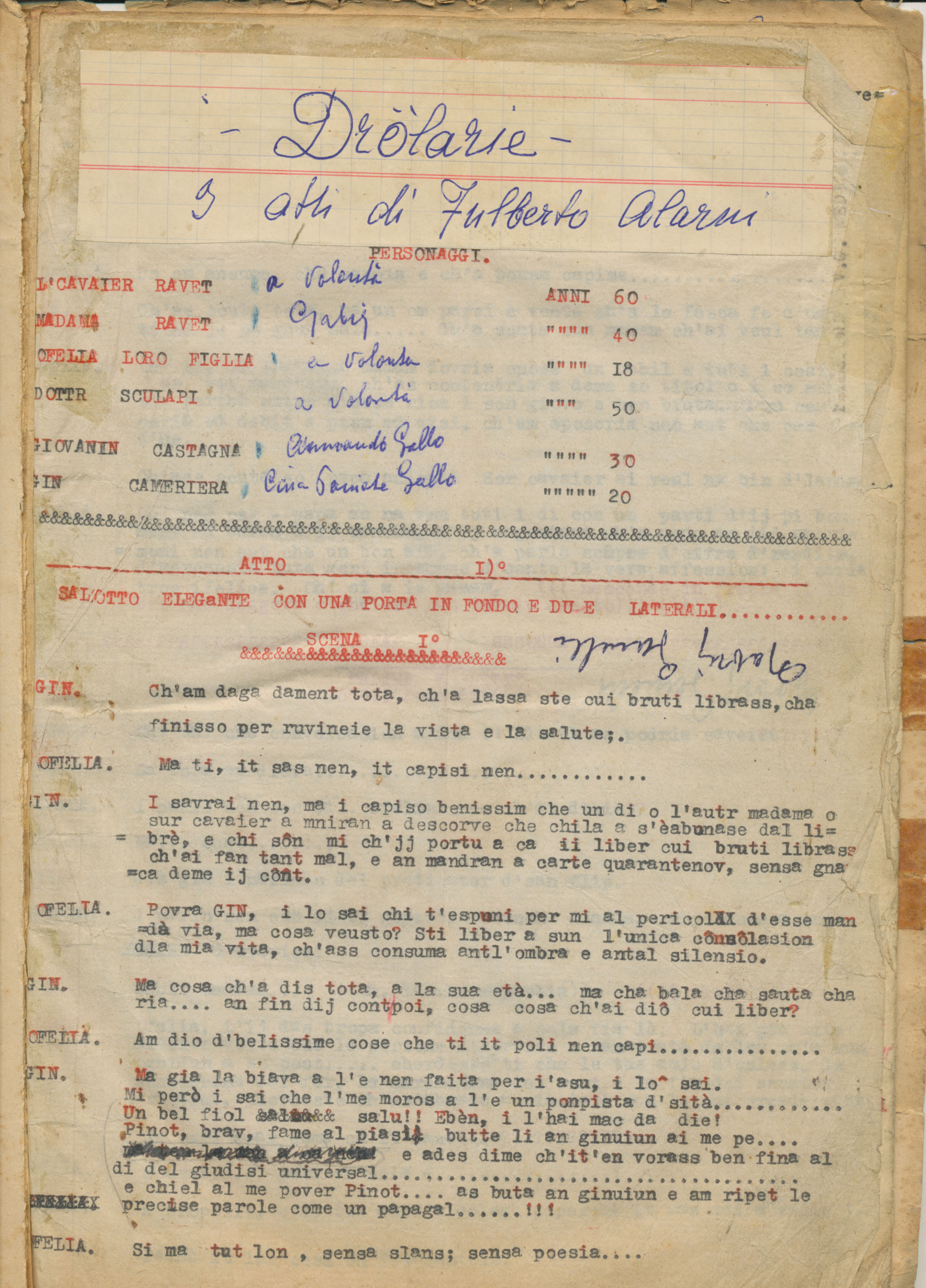
Prima pagina del copione di "Dròlarie".

- Macette turineise (Macchiette torinesi), 40 sonetti 1879
- Sangh-Bleu (sonetti satirici contro la nobiltà piemontese)
  - Prefassion
  - A la prédica
  - Dal confituré
  - Democrassia
- Bourghesia

### Teatro
- Drolarìe (commedia in due atti, 1881, Torino, Teatro d'Angennes[1])